# BulgariaSat-1

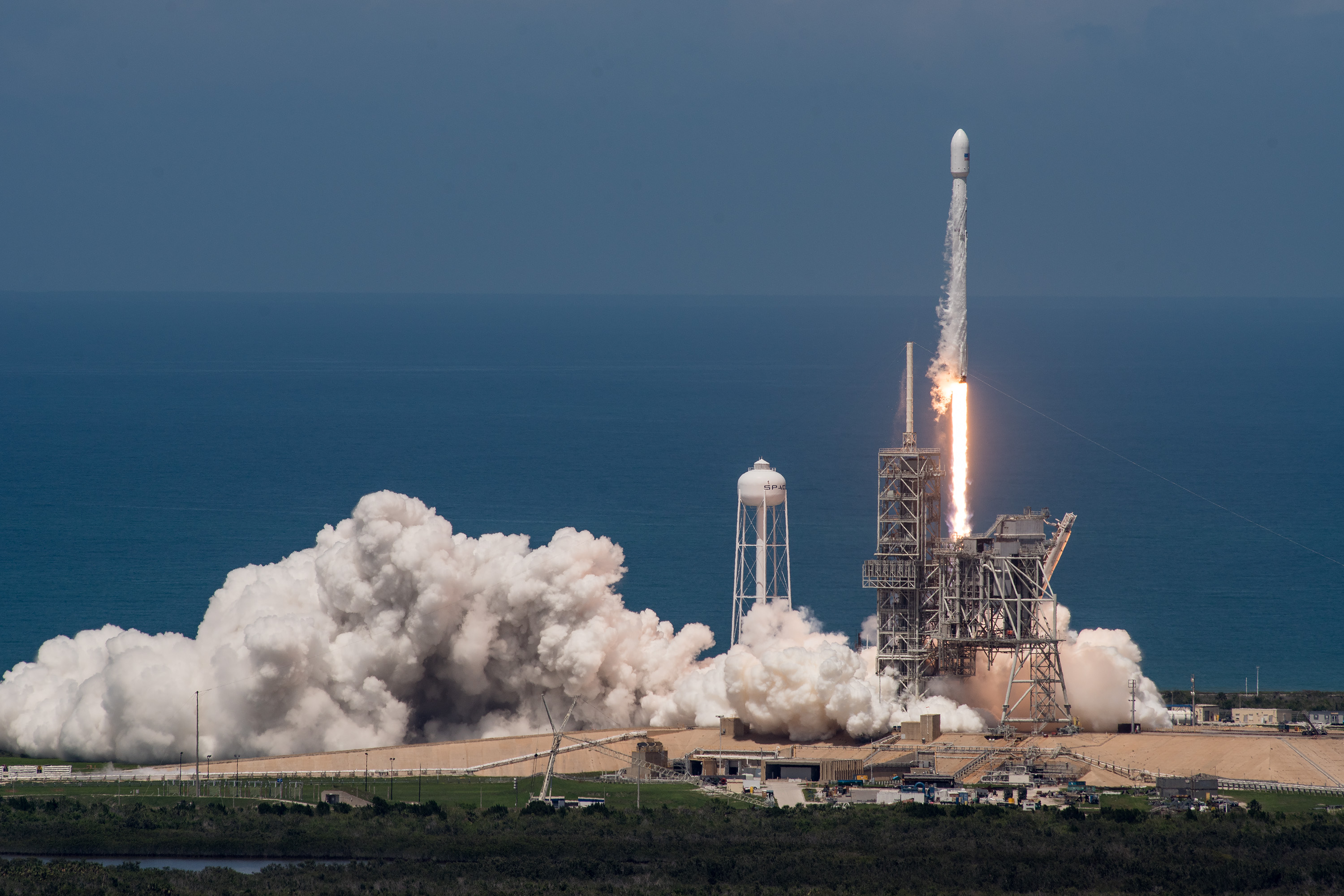
Lansarea cu racheta Falcon 9 a satelitului BulgariaSat-1

BulgariaSat-1 este un satelit geostaționar de comunicații ce a fost lansat pe 23 iunie 2017 și funcțional de la 24 iunie. Este deținut de Bulsatcom și fabricat de SSL.Are o poziție orbitală 1.9° Est (noua poziție din cauza sateliților Thor 5, 6 și Intelsat 10-02), cu o sarcină utilă compusă din 30 canale în banda Ku cu transpondere BSS și 2 transpondere Ku FSS pentru telefonie prin satelit și servicii de înaltă definiție pentru canale de televiziune. Satelitul este alimentat de șase panouri solare care, împreună, generează 10 kW. Acesta este conceput pentru a oferi servicii timp de 15 ani, dar cu o perioadă de viață de peste 20 de ani, datorită capacități de ridicare al SpaceX F9 și cu orbita de transfer super-sincron (SSTO).
SpaceX a lansat satelitul de la Centrul Spațial Kennedy, Florida, trimis pe orbită de racheta SpaceX Falcon 9.
BulgariaSat-1 este primul satelit geostaționar din istoria Bulgariei și este conceput pentru a oferi servicii Direct-to-Home (DTH) servicii de televiziune și servicii de comunicații în Balcani și în alte regiuni din Europa.

## Istoric
În septembrie 2014, Space Systems/Loral (SSL) a fost ales pentru fabricarea de nave spațiale în Palo Alto, California, cu rachete SpaceX Falcon 9 pentru a lansa un satelit de comunicații. SSL a asistat Bulgaria în obținerea de finanțare, inclusiv export de credit de la Banca de Export-Import a Statelor Unite ale Americii.
În Martie 2016, Bulsatcom a anunțat că își propune să lanseze primul satelit geostaționar de comunicații numit BulgariaSat-1 pe orbită până la sfârșitul anului 2016, după doi ani de la începerea producției.

## Bulgaria Sat
Bulgaria Sat este singurul operator de sateliți, inovator în industria spațială, oferind servicii de  comunicații prin satelit, soluții pentru difuzare de telecomunicații, către corporații și guvern. BulgariaSat are sediul în Sofia.
Bulgaria Sat este un afiliat al Bulsatcom, care este un lider de telecomunicații și cel mai mare furnizor de servicii de Televiziune cu plată din Bulgaria.